# Silver Cliff (Colorado)
Silver Cliff es un pueblo ubicado en el condado de Custer en el estado estadounidense de Colorado. En el año 2000 tenía una población de 512 habitantes y una densidad poblacional de 12,6 personas por km².

## Geografía
Silver Cliff se encuentra ubicado en las coordenadas 38°8′11″N 105°26′22″O / 38.13639, -105.43944.

## Demografía
Según la Oficina del Censo en 2000 los ingresos medios por hogar en la localidad eran de $25,000, y los ingresos medios por familia eran $32,917. Los hombres tenían unos ingresos medios de $26,389 frente a los $17,109 para las mujeres. La renta per cápita para la localidad era de $13,899. Alrededor del 20,3% de la población estaba por debajo del umbral de pobreza.